# Episodi di Switched at Birth - Al posto tuo (quarta stagione)
La quarta stagione della serie televisiva Switched at Birth - Al posto tuo, composta da 20 episodi, è stata trasmessa per la prima volta dal 6 gennaio al 26 ottobre 2015 sul canale statunitense ABC Family (oggi Freeform).
In Italia la stagione è stata trasmessa in prima visione dal 5 novembre al 3 dicembre 2016 su Rai 4.
| n° | Titolo originale                                                       | Titolo italiano                                                        | Prima TV USA      | Prima TV Italia  |
| -- | ---------------------------------------------------------------------- | ---------------------------------------------------------------------- | ----------------- | ---------------- |
| 1  | And It Cannot Be Changed                                               | E non c'è rimedio                                                      | 6 gennaio 2015    | 5 novembre 2016  |
| 2  | Bracing the Waves                                                      | Affrontando le onde                                                    | 13 gennaio 2015   | 6 novembre 2016  |
| 3  | I Lock the Door Upon Myself                                            | Chiudo la porta su me stessa                                           | 20 gennaio 2015   | 6 novembre 2016  |
| 4  | We Were So Close That Nothing Used to Stand Between Us                 | Eravamo così vicini che nulla si frapponeva tra noi                    | 27 gennaio 2015   | 6 novembre 2016  |
| 5  | At First Clear Word                                                    | Di fronte all'evidenza                                                 | 3 febbraio 2015   | 12 novembre 2016 |
| 6  | Black and Gray                                                         | Nero e grigio                                                          | 10 febbraio 2015  | 12 novembre 2016 |
| 7  | Fog and Storm and Rain                                                 | Nebbia, tempesta e pioggia                                             | 17 febbraio 2015  | 13 novembre 2016 |
| 8  | Art Like Love is Dedication                                            | L'arte come l'amore è dedizione                                        | 24 febbraio 2015  | 13 novembre 2016 |
| 9  | The Player's Choice                                                    | La scelta del giocatore                                                | 3 marzo 2015      | 19 novembre 2016 |
| 10 | There is My Heart                                                      | Il mio cuore è lì                                                      | 10 marzo 2015     | 19 novembre 2016 |
| 11 | To Repel Ghosts                                                        | Scacciare i fantasmi                                                   | 24 agosto 2015    | 20 novembre 2016 |
| 12 | How Does a Girl Like You Get to Be a Girl Like You                     | Come fa una ragazza come te a diventare una ragazza come te            | 31 agosto 2015    | 20 novembre 2016 |
| 13 | Between Hope and Fear                                                  | Fra speranza e paura                                                   | 7 settembre 2015  | 20 novembre 2016 |
| 14 | We Mourn, We Weep, We Love Again                                       | Siamo in lutto, piangiamo, amiamo ancora                               | 14 settembre 2015 | 26 novembre 2016 |
| 15 | Instead of Damning the Darkness, It's Better to Light a Little Lantern | Invece di maledire l'oscurità, è meglio accendere una piccola lanterna | 21 settembre 2015 | 26 novembre 2016 |
| 16 | Borrowing Your Enemy's Arrows                                          | Prendendo in prestito le frecce del tuo nemico                         | 28 settembre 2015 | 27 novembre 2016 |
| 17 | To the Victor Belong the Spoils                                        | Il bottino appartiene al vincitore                                     | 5 ottobre 2015    | 27 novembre 2016 |
| 18 | The Accommodations of Desire                                           | Dove alloggia il desiderio                                             | 12 ottobre 2015   | 3 dicembre 2016  |
| 19 | A Mad Tea Party                                                        | Una festa da folli                                                     | 19 ottobre 2015   | 3 dicembre 2016  |
| 20 | And Always Searching for Beauty                                        | E sempre alla ricerca della bellezza                                   | 26 ottobre 2015   | 3 dicembre 2016  |

## E non c'è rimedio
- Titolo originale: And It Cannot Be Changed
- Diretto da: Steve Miner
- Scritto da: Lizzy Weiss

### Trama
Bay spiega a Emmet che si è  presa la colpa di ciò che ha fatto Daphne e lui si arrabbia sia perché la fidanzata non gli ha detto nulla prima di prendere questa decisione, sia perché Daphne non dovrà affrontare alcuna conseguenza per i suoi crimini, ma Bay lo rassicura. Daphne comunica a Regina, Kathryn e John il sacrificio che la sorella ha fatto per lei: l'uomo ne è soddisfatto, ma le due madri no.
Alla fine Bay viene messa agli arresti domiciliari con il coprifuoco alle 19:00, e condannata a svolgere lavori socialmente utili.
Dieci settimane dopo, Daphne sta per andare alla Gallaudet ed Emmett a Los Angeles. Bay lo raggiungerà a Natale appena finita la condanna.
Regina dice a John e Kathryn che lascerà la casa in quanto le ragazze stanno per trasferirsi e quindi non ha più ragione di vivere con i Kennish, ma Kathryn, che si è ormai affezionata a lei, ne è dispiaciuta e alla fine la convince a rimanere.
Daphne va alla cerimonia di apertura della succursale della Gallaudet aperta da Melody, incontra Toby ed Emmett niente affatto felici di vederla e il primo le dice apertamente che è ingiusto che Bay stia scontando la pena per lei. Lily comincia a lavorare al nuovo istituto di Melody e alla fine Daphne decide di andare a studiare lì non volendo lasciare sola Bay; riesce ad entrare nel corso di medicina, e dopo parecchia fatica riesce a trovare un interprete che conosce il linguaggio dei segni e quello della biochimica.
Dopo che Bay viene indotta con l'inganno a dare dell'eroina a un altro condannato le vengono dati altri 100 giorni di libertà vigilata e quando lo scopre, un Emmett inferocito raggiunge Daphne e le dice che ha rovinato la vita sua e di Bay e che non la perdonerà mai. Il ragazzo ormai non vuole più andare a Los Angeles senza Bay, ma sua madre Melody lo convince a non perdere questa grande opportunità e, dopo un commovente saluto con la ragazza, parte.
Daphne cerca di parlare con Bay di quello che è successo e anche se le confessa di aver deciso di rimanere per lei la sorella la caccia con rabbia dalla sua stanza.
- Curiosità: Toby smette di portare la barba.

## Affrontando le onde
- Titolo originale: Bracing the Waves
- Diretto da: Michael Lange
- Scritto da: Henry Robles

### Trama
Daphne ha difficoltà a seguire i corsi e a rapportarsi con i compagni e con il suo interprete Josh. Bay cerca di bilanciare la sua relazione a distanza con Emmett, mentre deve vedersela con l'aggressività di una delle altre condannate. Regina scopre che a East Riverside ce l'hanno ancora con lei e Kathryn scopre, grazie al marito, che l'offerta di trarre dal suo libro un film non è vantaggiosa come si aspettava e decide di farne un musical. Toby e Daphne si riappacificano. A Los Angeles, Emmett stringe amicizia con una compagna di corso di nome Skye.

## Chiudo la porta su me stessa
- Titolo originale: I Lock the Door Upon Myself
- Diretto da: Glenn Steelman
- Scritto da: William H. Brown e Terrence Coli

### Trama
Bay ottiene un colloquio per il Kansas City Artist Showcase, una grande occasione, ma il suo essere una pregiudicata la fa sfumare.  Quando uno studente continua a fare scherzi agli studenti sordi, Daphne lo sfida ad una bizzarra gara di triathlon. La ragazza scopre inoltre che Iris (sua compagna di stanza e cugina del suo interprete Josh) si sente esclusa da lei e dai suoi amici in quanto udente, ma alla fine riesce a farla integrare.
Regina entra in affari con un barista di nome Eric, mentre Bay e Daphne si riappacificano. Skye porta Emmett sul set di un film e prova a baciarlo, ma il ragazzo la respinge, mentre John comincia a pensare che Travis abbia talento per il baseball.

## Eravamo così vicini che nulla si frapponeva tra noi
- Titolo originale: We Were So Close That Nothing Use to Stand Between Us
- Diretto da: Allan Arkush
- Scritto da: Linda Gase e Bekah Brunstetter

### Trama
Bay non è più agli arresti domiciliari e viene liberata dalla cavigliera che serviva a tenerla sotto controllo ed Emmett le fa una visita a sorpresa per festeggiare l'evento. Alla fine i due litigano quando lui le dice di Skye.
Daphne prende un voto basso al suo esame di medio termine e quando Regina va a parlare con la sua professoressa le due litigano. Alla fine però la ragazza ottiene di fare dei compiti in più per ottenere crediti extra e si scusa con la madre che cerca anche di dare consigli a Bay. Regina inizia una relazione con Eric.
Bay va a una festa al college di Daphne, lì incontra Tank e i due si ubriacano. Il mattino successivo lei sveglia completamente nuda in un letto con lui, mentre la sorella sembra delusa quando vede Josh con Vimla, una ragazza del suo gruppo di studio.
Melody e John si scontrano quando John incoraggia Travis a fare un provino per una squadra di baseball. Anche Mary Beth disapprova, ma il ragazzo alla fine viene preso e John diventa aiuto-allenatore.

## Di fronte all'evidenza
- Titolo originale: At the First Clear Word
- Diretto da: Melanie Mayron
- Scritto da: Lizzy Weiss e Joy Gregory

### Trama
Bay cerca di scoprire cos'è successo e chiede consiglio a Regina non rivelandole però ciò che è successo. Lily dà a Toby i soldi per l'affitto insistendo contro la sua volontà, ed entrano in una discussione che però risolvono. La professoressa Marillo invita Daphne e altre studentesse a casa sua e quando le ragazze entrano in competizione fa capire loro che non devono.

## Nero e grigio
- Titolo originale: Black and Gray
- Diretto da: Ron Lagomarsino
- Scritto da: Henry Robles e Darla Lansu

### Trama
Ciò che è accaduto a Bay diventa di dominio pubblico quando Lily, che ha saputo tutto da Toby, informa l'UMKC che apre un'inchiesta. Emmett si scusa con Bay per il loro litigio, ma quando lei gli dice di essere stata a letto con Tank, il ragazzo si infuria ed interrompe ogni contatto con lei. Travis si sente in colpa per ciò che è successo (ha organizzato lui la festa) e litiga con Mary Beth.
Daphne va a Los Angeles per parlare con Emmett e gli comunica l'esatta natura degli eventi, scioccandolo. Alla fine Tank viene espulso con l'accusa di aver violentato Bay, cosa che sciocca la ragazza che tutto sommato non nutriva astio nei suoi confronti. Al termine dell'episodio Daphne torna a casa con Emmett.

## Nebbia, tempesta e pioggia
- Titolo originale: Fog and Storm and Rain
- Diretto da: Lea Thompson
- Scritto da: William H. Brown

### Trama
L'arrivo di Bonnie, la madre di Kathryn, coincide con quello di un uragano che si abbatte su Kansas City e l'arrivo della donna è appena meno travolgente per Kathryn dato che la madre le rivela di soffrire di Alzheimer, essere diventata lesbica, di volersi trasferire in Francia e di aprire un bed and breakfast.
Emmett parla ancora una volta di ritirarsi dalla scuola di cinema, ma Bay non vuole e i due litigano per l'ennesima volta. Daphne si reca al bar di Eric e vede lui e Regina baciarsi; come se ciò non bastasse si presenta anche Nacho che deve installare il wi-fi al bar e quando scopre come Daphne ha evitato la galera la ricatta, ma alla fine Eric lo fa desistere minacciandolo e mostrandogli un tatuaggio della gang a cui apparteneva in passato.
- Curiosità: l'episodio è diretto da Lea Thompson, interprete di Kathryn Kennish.

## L'arte come l'amore è dedizione
- Titolo originale: Art Like Love Is Dedication
- Diretto da: Jonathan Frakes
- Scritto da: Linda Gase

### Trama
Daphne comincia una relazione con Mingo e i due si avvicinano parecchio quando la ragazza scopre della sua emofobia, ma alla fine i due si lasciano, perché lui non vuole una storia seria (cosa che sembra condivisa da tutti gli allievi del college maschi e femmine).
Travis chiede aiuto ai coniugi Kennish per fare un saggio su Marx, ma il coach della sua squadra lo fa copiare e quando lo scopre John lo dice al preside, fa capire a Travis di aver sbagliato e diventa il nuovo coach.
Regina ospita per un po' Eric e suo figlio. Bay salva la vita del sorvegliante e ottiene così la grazia; in seguito aiuta Tess, una condannata con cui ha stretto amicizia, con suo figlio che soffre di una malformazione cardiaca.

## La scelta del giocatore
- Titolo originale: The Player's Choice
- Diretto da: David Paymer
- Scritto da: Terrence Coli

### Trama
Iris convince Daphne a provare ad entrare in una confraternita.
Molti assistenti si licenziano e John chiede l'aiuto di Bay per gli allenamenti della squadra. Intanto, Travis e Mary Beth passano un brutto periodo; Bay cerca di aiutarli, ma i due si lasciano comunque. Emmett intanto dirige un film studentesco basato sulla sua storia con Bay. Daphne vede Mingo con un'altra ragazza e si ingelosisce, e alla fine non viene ammessa nella confraternita che aveva scelto.
Toby propone a Lily di convivere, ma la ragazza si sente attratta da un collega e rifiuta; lui e sua madre decidono di fare un promo del musical al bar di Regina.

## Il mio cuore è lì
- Titolo originale: There Is My Heart
- Diretto da: Norman Buckley
- Scritto da: Lizzy Weiss e Bekah Brunstetter

### Trama
Daphne prende di nuovo un brutto voto in chimica e sarebbe la fine delle sue speranze, ma Mingo la convince a ripetere il corso. Regina ed Eric fanno una passeggiata a cavallo e lei gli dice "Ti amo" per la prima volta, ma è delusa quando lui le dice di voler vendere il bar e viene consolata da John.
Kathryn è elettrizzata dalla notizia che una famosa produttrice verrà a guardare lo spettacolo, ma alla fine non si presenta perché trova il libro ridicolo. Travis e Natalie vengono investiti. Bay va finalmente a Los Angeles da Emmett, ma il ragazzo decide di lasciarla: pur amandola ancora il giovane Bledsoe non si sente più in sintonia con lei e non sa cosa pensare della faccenda di Tank.

## Scacciare i fantasmi
- Titolo originale: To Repel Ghosts
- Diretto da: Millicent Shelton
- Scritto da: Lizzy Weiss

### Trama
Bay è ossessionata dalla sua rottura con Emmett e si tormenta per capire come è crollata la loro relazione. L'eccitazione di Daphne sulla sua nuova relazione con Mingo è ostacolata dal parere dei suoi amici su di lui; la ragazza litiga con Emmett e scopre che Lily è incinta di Toby. John riceve brutte notizie dal suo nuovo commercialista.
Regina scopre da Will che sua madre è ancora viva in Georgia, che il vero nome di Eric è Marcus e che l'uomo è ricercato per il rapimento di Keon (il vero nome di Will); quando pretende di sapere la verità dall'uomo lui le dice che sua moglie era una tossicodipendente e un'alcolista e aveva un compagno che picchiava Will, motivi che l'hanno portato a fuggire con lui. Bay si sfoga prima con Travis poi con Melody, mentre Daphne scopre che il bimbo di Toby e Lily sarà affetto dalla sindrome di Down.
- Curiosità: nell'episodio è citato Tom Sawyer.

## Come fa una ragazza come te a diventare una ragazza come te
- Titolo originale: How Does a Girl Like You Get to Be a Girl Like You
- Diretto da: Zetna Fuentes
- Scritto da: Bekah Brunstetter

### Trama
Sulla scia della sua rottura con Emmett, Bay decide di concentrare la sua energia nello studio e si iscrive a un corso di spagnolo con Mary Beth, solo per scoprire che ciò che è successo con Tank l'ha messa sotto i riflettori. Sempre a causa dell'incidente con Tank, Melody rischia il licenziamento e Kathryn cerca di aiutarla. Alla fine le fa una donazione e pensa di prodursi il musical da sola.
Daphne a causa della sua D in chimica perde la borsa di studio e John deve pagarle la retta, la ragazza poi dice involontariamente a Toby della sindrome e lui e Lily chiariscono, però pensano di dare in adozione il bimbo. La ragazza racconta tutto anche a Mingo e a causa delle loro differenze di opinione litigano, il ragazzo però chiede a Josh di insegnargli la lingua dei segni.
John nasconde alla moglie i loro problemi economici, mentre Eric chiede a Regina di convivere. Toby racconta tutto alla famiglia e John rifiuta di aiutarlo economicamente.
- Curiosità: questo è l'episodio con il titolo più lungo di tutta la serie.

## Fra speranza e paura
- Titolo originale: Between Hope and Fear
- Diretto da: David Paymer
- Scritto da: Dayna Lynne North e Lizzy Weiss

### Trama
Daphne è entusiasta quando Eric chiede a Regina di andare a vivere con lui, ma Regina preferisce scoprire prima qualcosa su Hope, la madre di Will, e decide di andare ad Atlanta con Daphne per cercarla.
Bay e Daphne scoprono di avere opinioni opposte su come affrontare la gravidanza di Lily, poi Bay porta Toby in una scuola speciale e alla fine lui decide di tenere il bimbo ricevendo anche il sostegno della famiglia.
Ad Atlanta, Daphne e Regina scoprono che Hope e suo marito sono due spacciatori e la donna decide di convivere con Eric.
Nel frattempo, Travis va a Los Angeles a trovare Emmett, ma con suo grande dispiacere lo trova cambiato; conosce anche Skye che si è messa con Emmett e la ragazza non gli piace per nulla. Emmett ottiene una grossa opportunità per il suo film e Kathryn scopre dei problemi finanziari della sua famiglia.

## Siamo in lutto, piangiamo, amiamo ancora
- Titolo originale: We Mourn, We Weep, We Love Again
- Diretto da: Ron Lagomarsino
- Scritto da: Henry Robles e Alexander Georgakis

### Trama
Bay scopre che Regina sta per trasferirsi e le dispiace, mentre Kathryn e John pensano di migliorare la loro situazione economica cercando lavoro come testimonial, ma le cose non vanno come volevano e alla fine decidono di vendere l'autolavaggio.
Daphne tenta di diventare la responsabile del suo dormitorio e perciò deve prestare servizio su un'ambulanza e dato che Regina deve andare al saggio di tromba di Will, le due disertano la cena che Bay voleva fare per il compleanno di Angelo.
Alla fine Regina sceglie di nuovo di rimanere nella dépendance dei Kennish, ma pagando un affitto. Alla fine Bay e Daphne decidono di andare a fare volontariato in Messico.
- Curiosità: In quest'episodio viene citata Frida Kahlo e Bay rivela che sono passati tre anni dall'inizio della storia.

## Invece di maledire l'oscurità, è meglio accendere una piccola lanterna
- Titolo originale: Instead of Damning the Darkness, It's Better to Light a Little Lantern
- Diretto da: Michael Lange
- Scritto da: Linda Gase e Lizzy Weiss

### Trama
Per le vacanze di primavera, Daphne, Bay e Travis fanno un viaggio di volontariato in Messico con Melody per la distribuzione di apparecchi acustici per i messicani disagiati.  Daphne si ritrova attratta da un collega volontario e la rabbia di Bay verso Emmett che si è presentato senza preavviso ha la meglio su di lei.
Daphne scopre che in Messico ci sono pochissime strutture per non udenti, e quando conosce Pati, una ragazza messicana sorda dalla nascita che non ha mai avuto la possibilità di comunicare con qualcuno oltre sua madre, fa di tutto per aiutarla.
Bay scopre che Travis le ha mentito e che Emmett sta con Skye ed essendo terribilmente gelosa, ruba il cellulare al suo ex e manda un messaggio a Skye dicendole che sono nello stesso posto, e si mette a flirtare con Travis, scatenando una rissa tra i due amici; Emmett poi però si scusa con Travis anche se capisce che lui si sente attratto da Bay e fa pace con Daphne.
Gabe propone a Melody un'adozione e lei dopo un po' accetta. Bay perde un importante colloquio e dopo aver parlato con un'anziana signora che è stata allieva di Frida Kahlo si riappacifica con Emmett.
- I volontari sono ispirati a un gruppo vero, del quale Marlee Matlin – Melody – fa parte.
- In quest'episodio il logo della serie è diverso dal solito.
- Nella puntata sono citati Frida Khalo e Diego Rivera.

## Prendendo in prestito le frecce del tuo nemico
- Titolo originale: Borrowing Your Enemy's Arrows
- Diretto da: D.W. Moffett
- Scritto da: William H. Brown

### Trama
Mentre lavora come cameriera al bar di Regina, Bay si sente attratta da Garrett, un amico di Travis, così va a cena con lui e al ristorante incontra Tank che lavora lì.
Gabe chiede a Melody di sposarlo e lei accetta; ha qualche titubanza ad adottare bambini piccoli, ma dopo aver parlato con Toby si decide. Daphne invita Mingo e i suoi genitori alla grigliata di famiglia e si scopre che il ragazzo è il figlio dell'ex commercialista dei Kennish e naturalmente la serata si conclude in un disastro.
Emmett chiede a Travis di non intrecciare una relazione con Bay e i due vengono a conoscenza dei progetti di Melody e sono favorevoli. Daphne dice a Mingo che mentre era in Messico un altro volontario l'ha baciata.
- Curiosità: l'episodio è diretto per la seconda volta da D.W. Moffett, interprete di John Kennish. La prima volta è stata nel episodio venti della terza stagione "La ragazza sulla scogliera".
- Nyle DiMarco, l'interprete di Garrett, è stato il primo concorrente sordo ad apparire su America's Next Top Model.

## Il bottino appartiene al vincitore
- Titolo originale: To the Victor Belong the Spoils
- Diretto da: Jay Karas
- Scritto da: T.J. Brady e Rasheed Newson

### Trama
I ragazzi e Regina scoprono dei problemi economici dei Kennish. Eric e la portoricana iniziano a convivere, Daphne organizza una raccolta fondi per aiutare i sordi messicani e Bay scopre che il suo logo della ragazza col martello viene usato per magliette dagli slogan sconci.
I genitori di Lily vogliono che lei torni a Londra per aiutarla con il bambino; Toby non è d'accordo e con l'aiuto di John e Kathryn cerca di convincerla a rimanere a Kansas City, cosa che porta i due a litigare, ma alla fine decidono di andare entrambi in Inghilterra.
L'insegnante di Emmett vorrebbe mandare il suo film a un festival, cosa che potrebbe far decollare la sua carriera, ma il ragazzo chiede prima il permesso a Bay; quest'ultima, dopo essersi sfogata con Travis, riesce a bloccare la vendita delle magliette e glielo concede.
Eric scopre che Regina è andata ad Atlanta e i due litigano come Daphne e Mingo quando il ragazzo scopre che lei ha ancora rapporti con Quinn, il volontario che l'ha baciata, e solo i secondi sembrano riappacificarsi.

## Dove alloggia il desiderio
- Titolo originale: The Accommodations of Desire
- Diretto da: Michael Grossman
- Scritto da: Henry Robles e Dayna Lynne North

### Trama
Bay viene contattata da una galleria d'arte che vuole organizzare una mostra su di lei e ne è felicissima. Successivamente si blocca durante un appuntamento con Garrett e quando scopre che Travis gli ha detto ciò che è successo con Tank si arrabbia moltissimo con il giovane Barnes.
Daphne scopre che Josh si sente attratto da qualcun altro, crede di essere lei e lo dice a Vimla e Mingo. Quest'ultimo va a parlare con Josh e scopre di essere lui ad attrarlo.
Lily dice a Toby di non voler sapere prima il sesso del neonato e quando Regina va a trovarla al lavoro le vengono le contrazioni di Braxton Hicks. La donna la porta dal medico e lì Lily si sente invidiosa di un'altra gestante e la portoricana in seguito la consola.
John vorrebbe investire in uno strip club e ci va con la moglie, ma alla fine decide di non farlo. Daphne cerca di chiarirsi con Josh e Hope commissiona un ritratto a Bay.
- Curiosità: Vimla cita il Bombykol a inizio episodio.

## Una festa da folli
- Titolo originale: A Mad Tea Party
- Diretto da: Carlos González
- Scritto da: Linda Gase

### Trama
La professoressa Marillo pensa che Daphne non sia adatta a fare il medico e glielo dice. Intanto, Hope rapisce Will mentre Bay bada a lui. I Kennish danno una festa per celebrare la nascita imminente del loro primo nipote, e Sharee lavora per il catering. Anche la professoressa Marillo presenzia in quanto amica di Lily e, quando parla in modo tecnico dei Down, ferisce la ragazza e viene zittita da Kathryn.
Hope ricatta Regina ed Eric, mentre Daphne scopre che Sharee ha lasciato il college. Bay scopre l'identità di Hope e del trasferimento di Toby nel peggiore dei modi. Alla fine, Daphne decide di non arrendersi e Kathryn di prendere il posto di lavoro che Lily lascia. Bay dice ai genitori che Eric è un fuggitivo.

## E sempre alla ricerca della bellezza
- Titolo originale: And Always Searching for Beauty
- Diretto da: Melanie Mayron
- Scritto da: Lizzy Weiss e Bekah Brunstetter

### Trama
I Kennish danno a Regina un giorno per denunciare Eric o lo faranno loro; intanto scoprono che il legale dell'acquirente dell'autolavaggio è Craig, l'avvocato che li rappresentò nella causa contro l'ospedale.
John rifiuta di vendere e litiga con la moglie che però alla fine ottiene un contratto vantaggioso da Craig. Daphne fa un colloquio per un tirocinio in Cina e l'esaminatore è Quinn che all'inizio le dà il lavoro, ma poi glielo toglie. Regina cerca di convincere Eric a crescere Will con Hope, ma alla fine l'uomo fugge di nuovo con il figlio.
Emmett va a vedere la mostra e Bay scopre con rabbia che è stato Travis a pagare per lo spazio e lo affronta e lui le dichiara il suo amore baciandola. Subito dopo Emmett si rivolge a Bay, dicendole che è consapevole che per quanto siano lontani e possano frequentare persone diverse avranno sempre qualcosa che li unirà e che si sentono ancora attratti l'uno dall'altro, e la consola della finta mostra.
Daphne decide di andare lo stesso in Cina su consiglio di Mingo, che decide anche di sospendere la loro relazione. La polizia fa irruzione a casa Kennish e Lily partorisce un bambino che lei e Toby chiamano Carlton Summers Kennish. Daphne propone a Bay di seguirla in Cina e lei accetta. Dieci mesi dopo sono ancora lì: Daphne lavora in ambulatorio e Bay come tatuatrice; mentre sta facendo un tatuaggio Bay riceve una chiamata e corre da Daphne dicendole che devono tornare subito a Kansas City.